# Espagne au Concours Eurovision de la chanson 1976
L'Espagne a participé au Concours Eurovision de la chanson 1976 le 3 avril à La Haye, aux Pays-Bas. C'est la 16e participation de l'Espagne au Concours Eurovision de la chanson.
Le pays est représenté par le chanteur Braulio (en) et la chanson Sobran las palabras (en) sélectionnés au moyen d'une finale nationale organisée par la Televisión Española (TVE).
C'est la première fois depuis 1971 et la dernière jusqu'en 2000, que l'Espagne a recours à une finale nationale.

## Sélection

### Eurofestival 1976
Le radiodiffuseur espagnol Televisión Española (TVE) organise la finale nationale Eurofestival 1976 pour sélectionner l'artiste et la chanson représentant l'Espagne au Concours Eurovision de la chanson 1976.

#### Finale
La sélection espagnole Eurofestival 1976, présentée par Pilar Cañada (es) et Jana Escribano (es), a lieu le 8 et 15 février à Madrid, dont les résultats furent annoncés lors d'une troisième émission le 28 février 1976. Le vote s'est fait par le public au moyen du vote par carte postale.
14 artistes ou groupes et 28 chansons ont participé au concours national.
| Ordre                          | Artiste                       | Chanson                           | Traduction                               | Place                         |
| Première émission (8 février)  | Première émission (8 février) | Première émission (8 février)     | Première émission (8 février)            | Première émission (8 février) |
| ------------------------------ | ----------------------------- | --------------------------------- | ---------------------------------------- | ----------------------------- |
| 1                              | Eddie Santiago                | Una vez más                       | Une fois de plus                         | 3                             |
| 2                              | Eddie Santiago                | Dime                              | Dis-moi                                  | NC                            |
| 3                              | María José Prendes            | Yo soy mujer sin tí               | Je suis une femme sans toi               | NC                            |
| 4                              | María José Prendes            | Adiós amor                        | Adieu mon amour                          | NC                            |
| 5                              | Daniel Velázquez (es)         | Perdóname, perdóname              | Pardonne-moi, pardonne-moi               | 4                             |
| 6                              | Daniel Velázquez (es)         | Palabras, sólo palabras           | Des mots, seulement des mots             | NC                            |
| 7                              | Lorenzo Santamaría (es)       | Piensa en mí                      | Pense à moi                              | NC                            |
| 8                              | Lorenzo Santamaría (es)       | Si tu fueras mi mujer             | Si tu étais ma femme                     | 2                             |
| 9                              | Nubes Grises                  | Recuerdos                         | Souvenirs                                | NC                            |
| 10                             | Nubes Grises                  | Nace el sentimiento               | Le sentiment naît                        | NC                            |
| 11                             | Myriam de Ryu                 | El músico y la rosa               | Le musicien et la rose                   | NC                            |
| 12                             | Myriam de Ryu                 | Pequeño ruiseñor                  | Petit rossignol                          | NC                            |
| 13                             | Braulio (en)                  | A tí que hoy despiertas a la vida | À toi qui s'éveille à la vie aujourd'hui | NC                            |
| 14                             | Braulio (en)                  | Sobran las palabras               | Les mots sont superflus                  | 1                             |
| Deuxième émission (15 février) |                               |                                   |                                          |                               |
| 1                              | Morena & Clara                | Tu mal comportamiento             | Ton mauvais comportement                 | NC                            |
| 2                              | Morena & Clara                | El chico que yo más quiero        | Le garçon que j'aime le plus             | NC                            |
| 3                              | Oscar Janot                   | Óyeme                             | Écoute-moi                               | NC                            |
| 4                              | Oscar Janot                   | Ven conmigo                       | Viens avec moi                           | NC                            |
| 5                              | Tony Landa                    | Para tí                           | Pour toi                                 | NC                            |
| 6                              | Tony Landa                    | Adiós                             | Au revoir                                | NC                            |
| 7                              | Don Francisco y José Luis     | Entre los pliegues de una manta   | Entre les plis de la couverture          | NC                            |
| 8                              | Don Francisco y José Luis     | Canta y ya seremos dos            | Chante et nous serons deux               | NC                            |
| 9                              | Mike Kennedy y Los Bravos     | Diós bendiga la música            | Que Dieu bénisse la musique              | NC                            |
| 10                             | Mike Kennedy y Los Bravos     | Nunca nunca nunca                 | Jamais jamais jamais                     | NC                            |
| 11                             | Mochi                         | Ángel mío                         | Mon ange                                 | NC                            |
| 12                             | Mochi                         | Vive conmigo                      | Vis avec moi                             | NC                            |
| 13                             | Miguel Ángel                  | Cuando todos cantemos juntos      | Quand nous chantons tous ensemble        | NC                            |
| 14                             | Miguel Ángel                  | Adiós María                       | Au revoir María                          | NC                            |

Lors de cette sélection, c'est la chanson Sobran las palabras (en), écrite, composée et interprétée par le chanteur Braulio (en), qui fut choisie. Le chef d'orchestre sélectionné pour l'Eurovision est Juan Barcons.

## À l'Eurovision

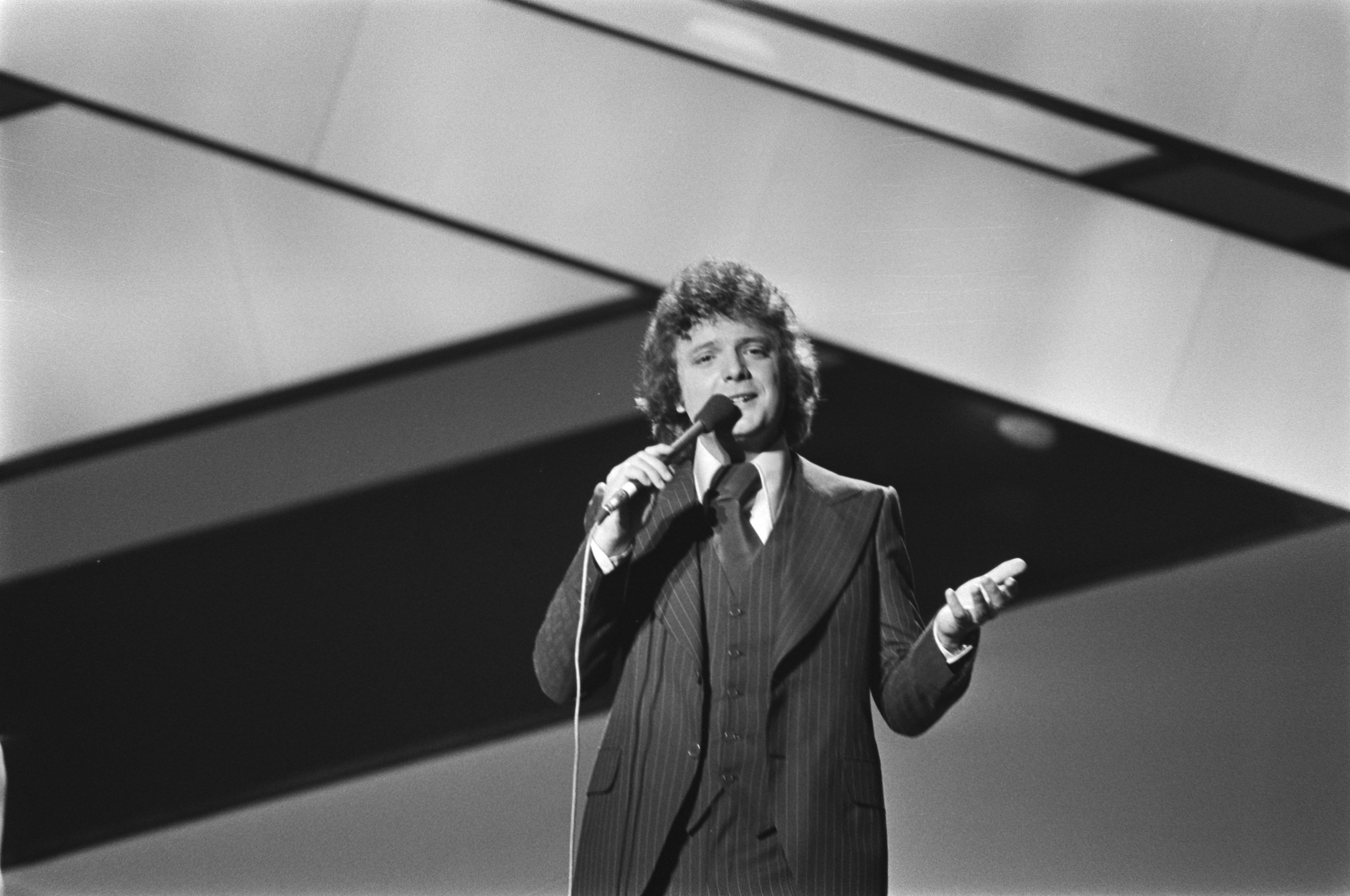
Braulio lors du Concours Eurovision de la chanson 1976 à La Haye, interprétant la chanson Sobran las palabras.

### Points attribués par l'Espagne
| 12 points | Royaume-Uni |
| 10 points | France      |
| 8 points  | Autriche    |
| 7 points  | Monaco      |
| 6 points  | Finlande    |
| 5 points  | Irlande     |
| 4 points  | Suisse      |
| 3 points  | Pays-Bas    |
| 2 points  | Allemagne   |
| 1 point   | Israël      |

### Points attribués à l'Espagne
| 12 points | 10 points | 8 points                        | 7 points | 6 points         |
| --------- | --------- | ------------------------------- | -------- | ---------------- |
|           |           |                                 |          |                  |
| 5 points  | 4 points  | 3 points                        | 2 points | 1 point          |
|           |           | - Italie - Monaco - Royaume-Uni |          | - France - Grèce |

Braulio interprète Sobran las palabras en 12e position lors de la soirée du concours, suivant la Finlande et précédant l'Italie. 
Au terme du vote final, l'Espagne termine 16e sur les 18 pays participants, ayant reçu 11 points,.